# Horodnianka (gmina Wasilków)
Horodnianka (do 1974 Małogruzka) – wieś w Polsce położona w województwie podlaskim, w powiecie białostockim, w gminie Wasilków.
| SIMC    | Nazwa       | Rodzaj  |
| ------- | ----------- | ------- |
| 0043535 | Horodnianka | kolonia |

W latach 1975–1998 miejscowość należała administracyjnie do województwa białostockiego.
Przez miejscowość przebiega droga krajowa nr 19.
Wierni kościoła rzymskokatolickiego należą do parafii Matki Bożej Bolesnej w Wasilkowie.